# Asaphomorpha hirsuta
Asaphomorpha hirsuta är en skalbaggsart som beskrevs av Marc Lacroix 1989. Asaphomorpha hirsuta ingår i släktet Asaphomorpha och familjen Melolonthidae. Inga underarter finns listade.